# Louis François Bertin de Veaux
Pour les articles homonymes, voir Bertin de Veaux, Bertin et Veaux.
Louis François Bertin, dit Bertin de Veaux pour le distinguer de son frère aîné également prénommé Louis François (Bertin l'Aîné), est un journaliste et homme politique français, né à Paris le 18 août 1771 et mort dans la même ville le 23 avril 1842.

## Biographie
D'une famille originaire de Picardie, fils d'un ancien capitaine à la suite du régiment des cuirassiers du roi et secrétaire d'Étienne François de Choiseul, Louis François Bertin de Veaux est le frère de Bertin l'Aîné, avec qui il fonde le Journal des débats, dont le premier numéro parait le 29 août 1789. Après le 9 thermidor, il dirige également le journal L'Éclair, destiné à combattre le parti jacobin.
Dans le numéro du 20 vendémiaire an V, il accuse vivement le député Abolin d'avoir dépouillé de ses biens Mlle d'Espagne. Arrêté sur la plainte du député, il est incarcéré à la prison de la Force, passe devant le jury sous la prévention d'avoir « avili la représentation nationale » et est acquitté.
L'Éclair est supprimé après le 18 fructidor. Tout en restant journaliste, Bertin devient agent de change et créer une maison de banque à Paris (1801). Il siège comme juge puis comme vice-président au tribunal de commerce de la Seine (1805).
Président du collège électoral du 2e arrondissement de Paris en 1815, il devient secrétaire général du ministère de la police sous Élie Decazes, qu'il quitte en 1818 par suite de désaccord avec la politique du ministre. Élu député le 14 novembre 1820 par le collège de département de Seine-et-Oise, il devient l'un des chefs de l'opposition royaliste à la Chambre des députés. Il participe aux débats relatifs au crédit public et lit le 6 juillet 1821 un discours contre la censure. Il n'est réélu que le 25 février 1824 dans le 4e arrondissement électoral de Seine-et-Oise (Versailles) (253 voix sur 499 votants contre 147 au candidat libéral, M. de Jouvencel).
Lorsque Chateaubriand entre dans le ministère Villèle, il accepte une nomination comme conseiller d'État en 1827. Il donne cependant sa démission lorsque son ami quitte le ministère et combat la politique du comte de Villèle, notamment ses projets concernant la dette publique et l'amortissement (22 mars 1825). Il est réélu le 17 novembre 1827 (239 voix sur 357 votants et 390 inscrits contre 105 voix à M. Usquin (baron Philippe-François-Didier Usquin, ancien député) et rentre au Conseil d'État sous le ministère libéral du vicomte de Martignac en 1828. Mais il démissionne de nouveau lorsque le prince de Polignac devient premier ministre. Il est l'un des députés qui signent la fameuse adresse des 221 dirigée contre le ministère du prince de Polignac.
Il est réélu député le 12 juillet 1830 (331 voix sur 422 votants et 459 inscrits contre 71 à M. Gauthier, avocat), il applaudit à la Révolution de 1830 et le roi Louis-Philippe le rappelle au Conseil d'État avant de le nommer ministre plénipotentiaire auprès du roi Guillaume Ier des Pays-Bas (septembre 1830). Son peu de compétence le fait remplacer bien vite par son prédécesseur qui avait démis, Adolphe Fourier de Bacourt.
Il se représente devant ses électeurs à la suite de cette nomination et est réélu le 21 novembre 1830 (332 voix sur 409 votants et 507 inscrits). Nommé pair de France le 11 octobre 1832, il siège dans la majorité libérale, très assidu aux séances, parlant quelquefois mais n'improvisant jamais.
Ses fonctions publiques ne l'empêchent cependant pas de prendre, jusqu'à sa mort survenue en 1842, une part très active à la direction du Journal des Débats, aux côtés de son frère. Il est inhumé au cimetière du Père-Lachaise (49e division).
Son fils, Auguste Bertin de Veaux (1799-1879), est également député et pair de France sous la monarchie de Juillet.